# Schizonycha ovampoana
Schizonycha ovampoana är en skalbaggsart som beskrevs av Louis Albert Péringuey 1904. Schizonycha ovampoana ingår i släktet Schizonycha och familjen Melolonthidae. Inga underarter finns listade i Catalogue of Life.